# アンドリー・ルソル
アンドリー・ルソル（Andriy Rusol, 1983年1月16日 - ）は、ウクライナ出身の元サッカー選手。ポジションはディフェンダー。

## 経歴

### クラブ
元ウクライナ代表のディフェンスリーダー。FCジルカ・キロヴォフラートでプロデビュー。2003年からFCドニプロに所属し、2007-08シーズンから2010-11シーズンまでキャプテンを務めていた。自国開催のEURO2012でも主力として期待されていたが、2011年8月、背中の故障を理由に28歳で現役引退を表明した。

### 代表
代表デビューは2004年3月31日のマケドニア戦。2006 FIFAワールドカップでは負傷離脱したセルゲイ・フョードロフに代わってディフェンスの要として初出場ながらもチームのベスト8進出に貢献した。引退する直前の2011年8月10日のスウェーデン戦まで代表メンバーに招集されていた。

## 人物
- 独身者。あるインタビューによると、今後も結婚をする予定はないらしい。
- 趣味は、音楽鑑賞（ジャズ）と読書。
- ウクライナでは、インテリなサッカー選手としても知られている。

## 所属クラブ
- FCジルカ・キロヴォフラート 1998-1999
- クリフバス・クリヴォイログ 1999-2003
- FCドニプロ 2003-2011

## 代表歴

### 出場大会
- ウクライナ代表
  - 2006 FIFAワールドカップ

### 試合数
- 国際Aマッチ 49試合 3得点（2004年-2010年）[1]

| ウクライナ代表 | 国際Aマッチ | 国際Aマッチ |
| 年             | 出場        | 得点        |
| -------------- | ----------- | ----------- |
| 2004           | 9           | 0           |
| 2005           | 9           | 1           |
| 2006           | 13          | 2           |
| 2007           | 8           | 0           |
| 2008           | 4           | 0           |
| 2009           | 4           | 0           |
| 2010           | 2           | 0           |
| 通算           | 49          | 3           |